# Stumpf András
Stumpf András (Budapest, 1980. október 4. –) magyar újságíró,  publicista, politikai elemző, a Válasz Online főmunkatársa.

## Életpályája
2004-től több mint tíz éven keresztül a Heti Válasz-nál dolgozott, főleg címlapos interjúi és publicisztikái tették ismertté az olvasóközönség számára. Televíziós vitaműsorok gyakori szereplője, zenei érdeklődéséből fakadóan az MTV Dob+Basszus című műsorának is állandó szakértője volt.

## Művei
- Szörényi. Rohan az idő; Trubadúr–Helikon, Bp., 2015

## Díjai, elismerései
- Minőségi Újságírásért díj
- Junior Prima díj